# Liste des gouverneurs de l'État de São Paulo
Liste des gouverneurs de l'État de São Paulo.
- Prudente José de Moraes Barros
- Francisco Rangel Pestana
- Joaquim de Souza Mursa
- Jorge Tibiriçá Piratininga
- Américo Braziliense de Almeida Mello
- Sérgio Tertuliano Castello Branco
- José Alves de Cerqueira Cezar
- Bernardino José de Campos Júnior
- Francisco de Assis Peixoto Gomide
- Manuel Ferraz de Campos Sales
- Francisco de Assis Peixoto Gomide
- Fernando Prestes de Albuquerque
- Francisco de Paula Rodrigues Alves
- Manoel Joaquim de Albuquerque Lins
- Altino Arantes Marques
- Washington Luís
- Carlos de Campos
- Júlio Prestes de Albuquerque
- Pedro Manuel de Toledo
- Armando de Salles Oliveira
- José Joaquim Cardoso de Mello Neto
- Adhemar Pereira de Barros
- Lucas Nogueira Garcez
- Jânio da Silva Quadros
- Carlos Alberto Alves de Carvalho Pinto
- Laudo Natel
- Roberto Costa de Abreu Sodré
- Paulo Egydio Martins
- Paulo Maluf
- José Maria Marin
- André Franco Montoro
- Orestes Quércia
- Luiz Antônio Fleury Filho
- Mario Covas Júnior
- Geraldo Alckmin
- José Serra
- João Doria
- Rodrigo Garcia